# 7SL РНК

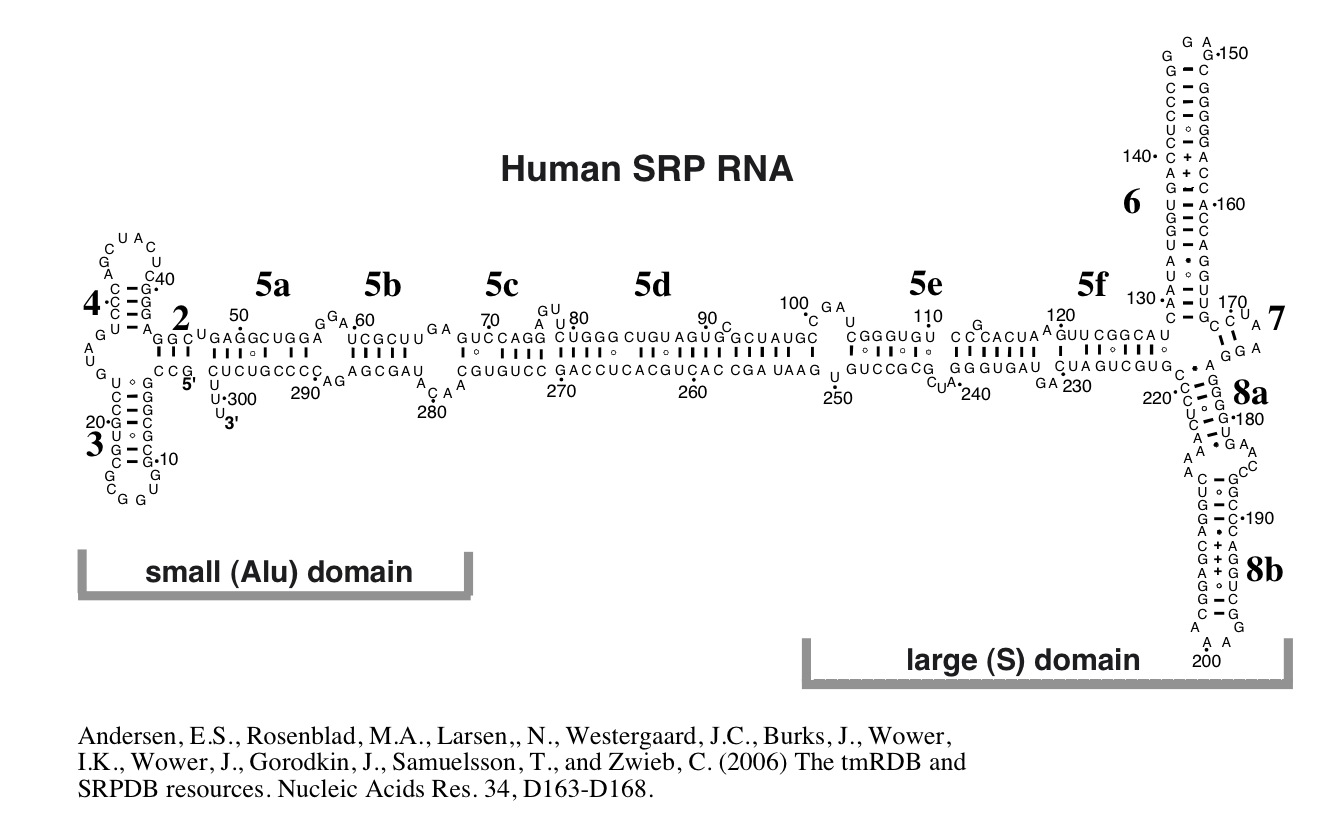
Вторичная структура 7SL РНК человека.

7SL РНК — это длинная некодирующая РНК, входящая в состав эукариотической частицы узнавания сигнала (англ. signal recognition particle, SRP). SRP представляет собой небольшой цитоплазматический рибопротеиновый комплекс с коэффициентом седиментации 11S, который участвует в котрансляционном транспорте белков. Только высвободившаяся из рибосомы N-концевая сигнальная последовательность синтезируемого белка распознаётся частицей SRP, которая затем связывается с малой субъединицей рибосомы, временно замедляет трансляцию на этой рибосоме и обеспечивает присоединение комплекса полипептид-рибосома к мембране шероховатого эндоплазматического ретикулума. SRP также участвует в одном из механизмов посттрансляционного транспорта белков
В состав SRP эукариот наряду с 7SL РНК входят шесть белковых субъединиц: SRP9, SRP14, SRP19, SRP54, SRP68 и SRP72.
В геноме человека, как минимум, три функциональные копии гена 7SL РНК: RN7SL1, RN7SL2 и RN7SL3. Эти гены транскрибируются РНК-полимеразой III.
Вероятно, от 7SL РНК в результате делеции центральной последовательности возникли Alu-повторы, являющиеся распространённым семейством коротких диспергированных повторов (англ. SINEs).

## Структура
Длина 7SL РНК около 300 нуклеотидов, выделенная из SRP молекула РНК имеет коэффициент седиментации 7S. Во вторичной структуре 7SL РНК есть восемь спиральных элементов, которые складываются в Alu-домен и S-домен, разделенные длинной линкерной областью. Считается, что Alu-домен опосредует функцию замедления элонгации пептидной цепи. Спираль 8, которая взаимодействует с M-доменом белка SRP54, опосредует распознавание сигнальной последовательности. Последовательность спирали 8 обладает высоким сходством с гомологичными РНК бактерий и архей. Считается, что комплекс «SRP19 — спираль 6» участвует в сборке SRP и стабилизирует спираль 8 для связывания с SRP54.

## Открытие
7SL РНК была впервые обнаружена в онкогенных вирусных частицах птиц и мышей . Впоследствии было обнаружено, что 7SL РНК является стабильным компонентом неинфицированных клеток HeLa, где она связана с мембранами и фракциями полисом. В 1980 году клеточные биологи выделили из собачьей поджелудочной железы «белок распознавания сигналов» (сокращенно «SRP»), который способствовал транслокации секреторных белков через мембрану эндоплазматического ретикулума. Затем было обнаружено, что SRP содержит компонент РНК. Сравнение генов 7SL РНК SRP у разных видов показало, что спираль 8 7SL РНК высоко консервативна. Регионы, расположенные вблизи 5'- и 3'-концов 7SL РНК млекопитающих похожи на доминирующее семейство Alu-повторов генома человека. В настоящее время известно, что Alu-ДНК возникла из 7SL РНК путём делеции центрального участка, с последующей обратной транскрипцией и интеграцией в несколько участков хромосом человека. 7SL РНК была идентифицирована также в некоторых органеллах, например в пластидах многих фотосинтетических организмов.

## Функции

### Kотрансляционный транспорт
7SL РНК является неотъемлемой частью малого и большого домена SRP. Функция малого домена состоит в том, чтобы задерживать трансляцию белка до тех пор, пока связанный с рибосомами SRP не получит возможность связаться с мембранно-резидентным рецептором SRP (SR). Связывание прецептора с SRP заряженной сигнальным пептидом способствует гидролизу двух молекул гуанозинтрифосфата (GTP). Эта реакция высвобождает SRP из рецептора SR и рибосомы, позволяя трансляции продолжаться, а белку попасть в транслокон . Белок пересекает мембрану совместно во время трансляции и попадает вовнутрь эндоплазматического ретикулума.

### Посттрансляционная сортировка
SRP также участвует в сортировке белков после завершения их синтеза (посттрансляционная сортировка белков). У эукариот заякоренные в хвосте белки, обладающие гидрофобной последовательностью вставки на их С-конце, доставляются в эндоплазматический ретикулум с помощью SRP. Точно так же SRP способствует посттрансляционному импорту ядерно-кодируемых белков на тилакоидную мембрану хлоропластов.